# Ludwig Drescher
Ludwig Drescher (Sønderborg, 21 luglio 1881 – Copenaghen, 14 luglio 1917) è stato un calciatore danese.
Ha giocato quattro partite per la nazionale di calcio della Danimarca, e ha vinto una medaglia d'argento nei giochi olimpici del 1908.

## Carriera

### Club
Giocò la sua intera carriera con il Kjøbenhavns Boldklub, con cui ha vinto un campionato nel 1913.

### Nazionale
Drescher prese parte alla prima partita ufficiale della nazionale danese, giocata ai Giochi Olimpici del 1908. In questo torneo fu il portiere titolare in tutte e tre le partite in cui la Danimarca vinse la medaglia d'argento. Giocò la sua quarta e ultima partita in nazionale nel maggio 1910. Successivamente venne nuovamente selezionato per la squadra danese nelle successive Olimpiadi del 1912. In questa edizioni però fu un giocatore di riserva non utilizzato durante i giochi e dunque non ricevette la medaglia vinta dalla sua nazionale.

## Palmarès

### Club
- Campionato danese: 1

Kjøbenhavns Boldklub: 1913

### Nazionale
- Argento olimpico: 2

Londra 1908, Stoccolma 1912